# 王伯祥 (1890年)
王伯祥（1890年—1975年），名钟麒，字伯祥，别号碧庄、容叟、巽斋、容安、容堂、苏亭、不翔等，江苏苏州人，曾加入中国社会党，中华人民共和国史学家。

## 生平
中国人民政治协商会议第三、四届全国委员会委员。著有《春秋左传读本》。
1906年考入苏州中西学堂。次年考入苏州公立中学。毕业后入苏州角直镇县立第五高等小学任教，同时任北京大学国学门通讯研究员。1919年1月，与叶圣陶一同在《新潮》创刊号上发表《对于小学作文教授之意见》一文。同年冬，又与叶圣陶等创办《直声》周刊。其后曾任教于厦门集美学校、北京大学中文系，担任上海商务印书馆史地部编辑10余年。1932年，离开商务印书馆到开明书店任编辑，直至1949年后开明书店与青年出版社合并成立中国青年出版社。1953年起先后任北京大学文学研究所研究员、中国科学院哲学社会科学部文学研究所研究员。